# Brian Viglione
Brian Viglione (Greenville, Nuevo Hampshire; 16 de mayo de 1979) es un baterista estadounidense conocido por su tarea con The Dresden Dolls y Violent Femmes. También fue miembro destacado de la banda neoyorquina de punk cabaret, The World/Inferno Friendship Society.
Conocido por su estilo de batería enérgico y expresivo, Viglione a menudo se ha alineado con grupos que incorporan estilos musicales eclécticos y elementos teatrales. Todo un multi-instrumentista, Viglione también toca guitarra, bajo, percusión y canta en varias de sus colaboraciones, además de haber realizado trabajos de producción.

## Inicios musicales
Brian Viglione fue inducido a tocar la batería por su padre a la edad de cinco años. A los nueve años la música se volvió su pasión. A los dieciséis años, Brian empezó tocando en los clubes alrededor de Nueva Inglaterra antes de mudarse a Nuevo Hampshire en 1999. Allí, él tocó con varias agrupaciones punk de Boston, especializándose en la batería y la guitarra.
Junto a Amanda Palmer, tocó en la banda llamada The Dresden Dolls (las Muñecas de Dresden)
En enero de 2007, fue coprotagonista en la producción de The Onion Cellar, en el Cambridge Repertory Theatre, en Cambridge, Massachusetts. El espectáculo fue coescrito por The Dresden Dolls, el elenco y el director, Marcus Stern, basado libremente en un capítulo del libro The Tin Drum de Günter Grass.
Además colaboró como baterista para el álbum Ghosts I-IV de Nine Inch Nails en un kit de batería que construyó con chatarra y objetos encontrados.
Entre 2013 y 2015, formó parte de la banda Violent Femmes. Participó en el EP Happy New Year lanzado en abril de 2014 y del álbum de estudio We Can Do Anything publicado en marzo de 2016.
En marzo de 2015, formó la banda Scarlet Sails junto a su esposa, la cantante rusa Olga Fomina. El 10 de abril de 2017 lanzaron su álbum debut titulado Future From the Past.

## Discografía

### Con The Dresden Dolls
- The Dresden Dolls [EP] (2001)
- The Dresden Dolls (2003)
- Yes, Virginia... (2006)

### Colaboraciones
- Nine Inch Nails – Ghosts I-IV (2008) (Viglione aparece en las pistas 19 & 22)
- Franz Nicolay & Major General – Major General (2008)
- Franz Nicolay – St. Sebastian Of The Short Stage (2009)
- Martin Bisi – Son of a Gun (2009) (en la canción "Mile High-Formaldehyde")
- Black Tape for a Blue Girl – 10 Neurotics (2009)
- Voltaire – Hate Lives in a Small Town (2010)
- Voltaire – Riding a Black Unicorn Down the Side of an Erupting Volcano While Drinking From a Chalice Filled With the Laughter of Small Children! (2011)
- Phillip Boa and the Voodooclub – Loyalty (2012)
- Gentlemen & Assassins – Mother Says We're Innocent (2012)
- Morning Glory – War Psalms (2014)
- Violent Femmes – Happy New Year (2015)
- Feline and Strange – LIES (2015)
- Feline and Strange – TRUTHS (2015)
- Feline and Strange – OU (2015)
- Morning Glory – Post War Psalms (2016)
- Luis Mojica – Wholesome (2016)
- Violent Femmes – We Can Do Anything (2016)
- Radiator King – A Hollow Triumph After All (2017)
- Scarlet Sails – Future From the Past (2017)
- Martin Bisi – BC35 Vol. 1 & Vol 2 (2019)
- Barfbag – Let's Stop a War (2020)
- Amanda Palmer – Forty-Five Degrees - A Bushfire Charity Flash Record (2020) (con varios artistas)